# Hannes Sulzenbacher

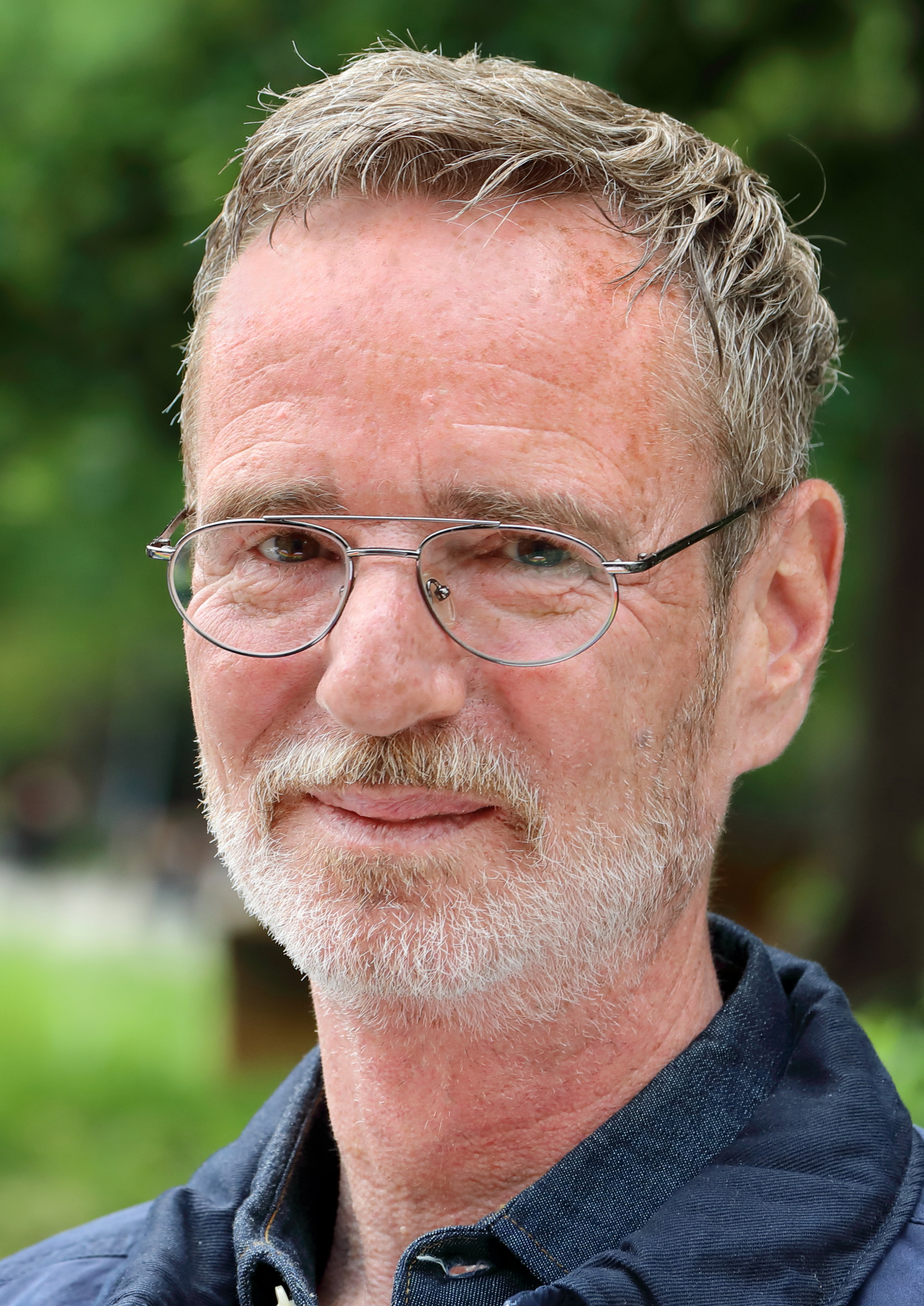
Hannes Sulzenbacher

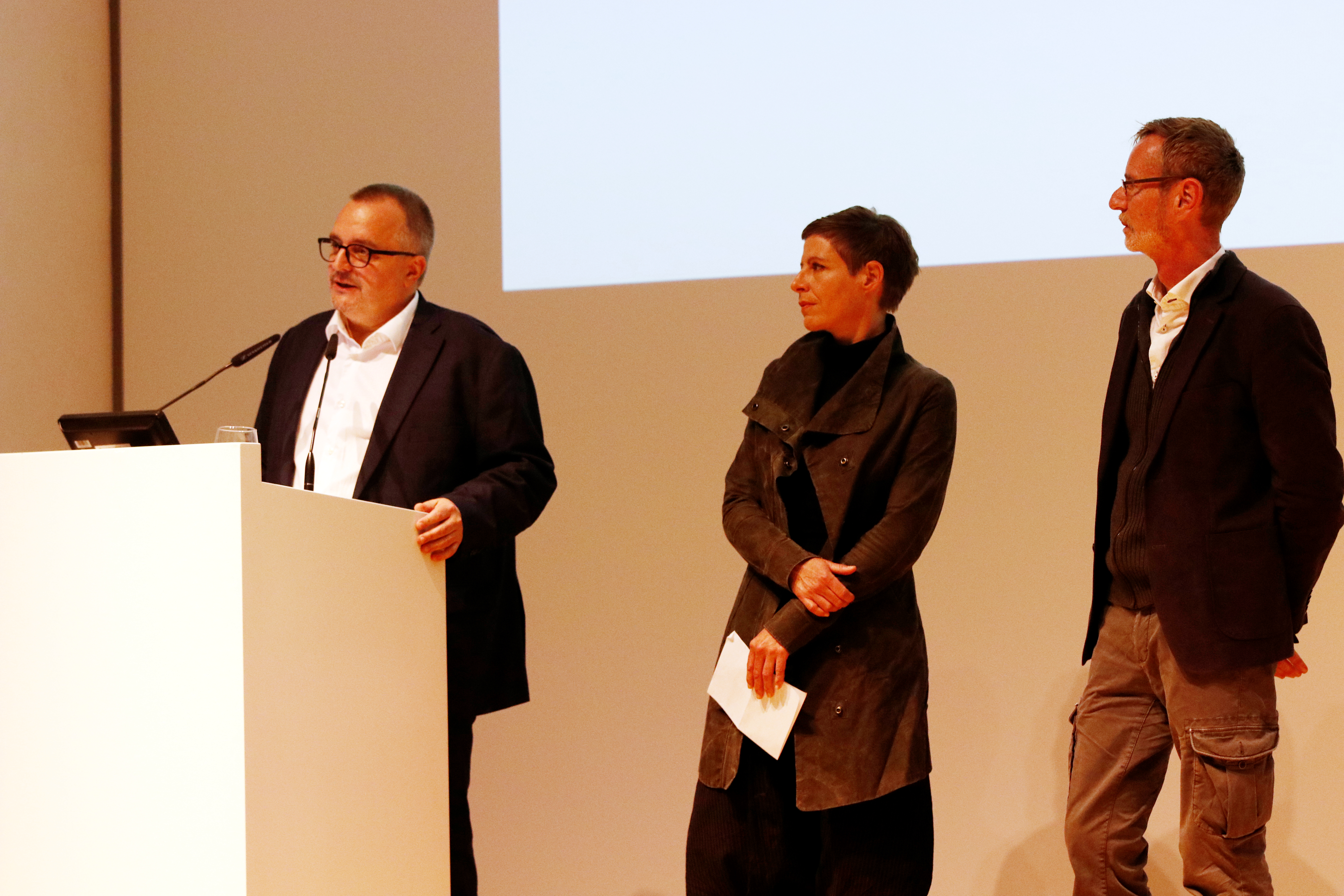
Hannes Sulzenbacher (rechts) mit Andreas Brunner und Barbara Staudinger bei der Eröffnung einer Ausstellung im Münchner NS-Dokumentationszentrum, 2019

Hannes Sulzenbacher (geboren 1968 in Innsbruck) ist ein österreichischer Theaterwissenschaftler, Kurator, Ausstellungsmacher und Schriftsteller.

## Leben
Sulzenbacher schloss 1994 ein Studium der Theaterwissenschaften ab. Von 1990 bis 1992 hat er als Theaterkritiker und -redakteur für die Wiener Stadtzeitung „Falter“ gearbeitet. 1994 war er als wissenschaftlicher Mitarbeiter, von 1995 bis 1998 als Ausstellungskurator am Jüdischen Museum in Wien tätig. Danach begann er als freier Ausstellungsmacher und Festivalorganisator zu arbeiten, u. a. seit 1998 in der Leitung des jährlichen Festivals „Wien ist andersrum“ – 2002 bis 2004 als dessen Leiter –, und wiederholt als Kurator von Ausstellungen einerseits zur Geschichte (und Verfolgung) von Schwulen und Lesben im Wien des 20. Jahrhunderts (Aus dem Leben, geheimsache:leben), andererseits zur jüdischen (Verfolgungs-)Geschichte, etwa beim Jüdischen Museum Hohenems. Im Studienjahr 2011/2012 war er Universitätslektor am Institut für Wirtschafts- und Sozialgeschichte der Universität Wien. Zusammen mit dem Historiker Andreas Brunner gründete und leitet er das seit 2011 mit eigenen Räumlichkeiten ausgestattete QWIEN – Zentrum für schwul/lesbische Kultur und Geschichte. Zusammen mit Albert Lichtblau gewann er 2014 den ausgeschriebenen Auftrag zur Neugestaltung der österreichischen Ausstellung im Staatlichen Museum Auschwitz-Birkenau, welche 2017 eröffnet werden soll.
Sowohl zur jüdischen als auch zur schwulen Thematik hat Sulzenbacher zahlreiche Artikel verfasst; außerdem ist er u. a. als Mitautor eines schwulen Stadtführers für Wien sowie als Verfasser zweier Krimis um den schwulen, rollstuhlfahrenden Amateurdetektiv David Lenz bekannt geworden.

## Werke
- Schwules Wien. Ein Reiseführer durch die Donaumetropole. Mit Andreas Brunner. Promedia, Wien 1998, ISBN 3-85371-131-6
- Wiener Schnitzeljagd. Literarische und andere Rätsel für Heimische und Fremde. Löcker, Wien 2000, ISBN 3-85409-336-5
- Wiener Gift. Pink Plot 2050, Argument, Hamburg 2000, ISBN 3-88619-950-9
- Letzter Walzer. Pink Plot 2069, Argument, Hamburg 2001, ISBN 3-88619-969-X
- geheimsache:leben – Schwule und Lesben im Wien des 20. Jahrhunderts. Mit Andreas Brunner, Ines Rieder, Nadja Schefzig, Niko Wahl, Löcker Verlag, Wien 2005, ISBN 3-85409-435-3
- Die Familie Brunner. Eine europäisch-jüdische Geschichte. Hohenems-Triest-Wien. Bucher Druck und Verlag, Hohenems 2021, ISBN 978-3-99018-573-5